# Оровник (Грчка)
Оровник (Каријес) је насеље у Грчкој у општини Преспа, периферија Западна Македонија. Према попису из 2021. године било је 48 становника.

## Географија
Оровник је удаљен око 32 km југозападно од града Лерин (Флорина), који се налази близу Малог Преспанског језера.

## Становништво
На попису из 1991. године Оровник је имао 48 становника, потомака грчких избеглица из Турске.
Преглед становништва у свим пописним годинама од 1940. до 2001:
| Година       | 1940 | 1961 | 1971 | 1981 | 1991 | 2001 |
| ------------ | ---- | ---- | ---- | ---- | ---- | ---- |
| Становништво | 162  | 160  | 78   | 88   | 74   | 71   |